# 街の医者・神山治郎
『街の医者 神山治郎』（まちのいしゃ こうやまじろう）は、2001年から2005年まで日本テレビ系「火曜サスペンス劇場」で放送されたテレビドラマシリーズ。全9回。主演は高橋英樹。

## キャスト

### 柳井診療所
神山治郎
演 - 高橋英樹
患者に優しく近所で評判の内科医。
安藤響子
演 - 小林綾子
着任したばかりの外科医。20年前に父親を亡くす（第1作）。
井上由華
演 - 早勢美里（第1作）、姫子松まろ（第2作）、日下部新（第3作 - 第9作）
看護婦。
大橋辰子
演 - 岡本麗
看護婦。
柳井英恵
演 - 奈良岡朋子
院長。7年前に夫を亡くす。

### その他
熊谷
演 - 赤塚真人（第1作）、石田哲也（第4作 - 第6作・第8作・第9作）
肉屋。
熊谷恵子
演 - 有安多佳子（第1作・第5作・第8作・第9作）、荒井眞理子（第6作）
熊谷の妻。
三富
演 - 石田哲也（第2作・第3作）
肉屋。
三富恵子
演 - 有安多佳子（第2作・第3作）
三富の妻。

### ゲスト
第1作「輸血ミス」（2001年）
- 日高とも子（憲明の妻） - 渡辺梓
- 日高憲明（イタリア料理店店主） - 小林正寛
- 白井（週刊ニッポン 記者） - 嶋崎伸夫
- 菩提寺 住職 - 小池榮
- 石井みどり - 神山絹代
- 塚原 - 佐藤正浩
- 三千子 - 河野しずか
- 日高淑子（憲明の母） - 白木万理
- 日高敦（とも子の息子・2歳） - 石川巧

第2作「出産拒否」（2001年）
- 片倉悦子（妊娠8か月の花嫁・片倉と佐代の娘） - 高橋かおり（幼少期：安村有紀美）
- 田丸（スーパーの経営者・洋平の父） - でんでん
- 田丸洋平（悦子の夫） - 蟹江一平
- スナックのママ - 夏川加奈子
- 佐々木達也（ケーキ屋） - 佐藤正浩
- 佐々木志織（佐々木の妻） - 大谷麻衣子
- おばあちゃん - たうみあきこ
- 片倉早苗（片倉クリーニング店 店主・元ホステス・片倉の後妻） - 美保純
- 菊地（警視庁吉祥寺南警察署 刑事） - 大久保運
- 長谷川（警視庁吉祥寺南警察署 刑事） - 高橋幸生
- 洋品店店主 - 松尾晶代
- 咲子（扁桃腺の患者） - 先崎愛歌
- 咲子の祖父 - 大山豊
- 平沢（平沢医院 院長） - 小寺大介
- 林（武蔵野中央病院産婦人科 医師） - 千島楊子
- 武蔵野中央病院産婦人科 看護婦 - 佐藤智美
- 片倉誠二（片倉クリーニング店 元店主・16年前焼死） - 鈴木信明
- 大槻佐代（片倉の前妻） - 宇津宮雅代

第3作「乳房喪失」（2002年）
- 元村清美（小料理店「花まき」女将・岡部の元妻） - 宮崎美子
- 池田 - 梅野泰靖
- 岡部よしの（岡部の母） - 柳川慶子
- 繁田佳代（繁田の妻） - 大島蓉子
- 繁田 - 田中耕二
- 岡部（サラリーマン） - 筒井巧
- 高林（武蔵野中央病院 院長） - 平野稔
- 山口（警視庁吉祥寺警察署 刑事） - 山本紀彦
- 佐々木（係官） - 高橋幸生
- 石川薫（岡部の再婚相手） - 藤吉美加
- 大沢（医師） - 岡崎宏
- 長谷川（医師） - 宇納侑玖
- 岡部優太（岡部と清美の息子） - 石川義仁
- 平田五郎（魚屋「魚政」主人） - 中本賢

第4作「消えた母性」（2003年）
- 田端あさ美（秋村と芳子の娘） - あめくみちこ
- 田端慎一（あさ美の夫） - 甲本雅裕
- 松尾（警視庁武蔵野東警察署 刑事） - 石山律雄
- 獣医 - 石田登星
- 平井（警視庁武蔵野東警察署 刑事） - 高橋幸生
- 岡本 - 木瓜みらい
- 寮長 - 松田章
- 田端順（あさ美の息子） - 小倉史也
- 繁田（八百屋） - 嶋崎伸夫
- 屋台の主人 - 赤羽大
- 街の人 - 山本哲也
- 樫谷芳子（秋村の元妻） - 長山藍子
- 村木（年輩の巡査） - 村木勲
- 検視官 - 伊藤紘
- 巡査 - 佐藤正浩
- 中央病院医師 - みやざこ夏穂
- 精神科医師 - 国枝量平
- 隣の主婦 - 深尾眞理
- 秋村の母 - 続木博子
- 秋村正三（一人暮らしの老人） - 山田吾一

第5作「母親」（2003年）
- 青木恵美子（園芸店の従業員） - 藤真利子
- 岡部（証券会社社員） - 宮川一朗太
- 青木広三（恵美子と哲哉の父） - 森塚敏
- 青木哲哉（恵美子の弟・ホテル勤務） - 井上倫宏
- ホテル女将 - 服部妙子
- 川上（警視庁武蔵野中央警察署 刑事） - 山本紀彦
- 三田村（警視庁武蔵野中央警察署 刑事） - 高橋幸生
- 岩瀬（園芸店店主） - 赤羽大
- 木下茉美 - 披岸喜美子
- 八百繁 - 田中耕二
- 八百繁の妻 - 長慶子
- 大下清子（茉美の娘） - 姫子松まろ
- 松本の医師 - 佐藤正浩
- 青木康平（恵美子の息子） - 松原飛郎
- 看護師長 - 荒井眞理子
- 岡部聡美（岡部の妻） - 藤田朋子

第6作「整形依存の女」（2004年）
- 高梨美紀（元エステサロン店長・本名「古谷奈津子」） - 高橋かおり（少女時代：小林千恵）
- 進藤正章 - 大橋吾郎
- 進藤達次（日出子の夫） - 大木史朗
- 進藤敏彦 - 筒井万央
- 柴田広子 - 福井裕子
- 古谷紀代（秋保温泉「華乃湯」女将・奈津子の母） - 平淑恵
- 川村（エステ店店長） - 星野光代
- 男の子A - 安藤晃洋
- 多田（美容外科院長） - 島田順司
- 進藤日出子（主婦） - 左時枝

第7作「歪んだ看護」（2004年）
- 島森佑子（ヘルパー） - 大谷直子
- 斎藤英一（志津の息子） - 天宮良
- 斎藤佳代（英一の妻） - 未來貴子
- 坂田四郎（神山の元患者） - ひかる一平
- 竹中（若葉ホームヘルパー 所長） - 塩屋洋子
- 初江（八百繁） - 有安多佳子
- 宇佐美（刑事） - 重松収
- 大野（刑事） - 高橋幸生
- 島森一恵（佑子の母） - 丹阿弥谷津子
- 斎藤健一（佳代の息子） - 杉浦冬真
- 斎藤志津（中央病院に入院中の問題患者） - 岩崎加根子

第8作「ダイエット症候群の女」（2005年）
- 田辺亜希（良一の妻） - 清水由貴子
- 田辺良一（田辺ベーカリー 店主） - 佐戸井けん太
- 宇佐見（警視庁武蔵野東警察署 刑事） - 山本紀彦
- 大野（警視庁武蔵野東警察署 刑事） - 高橋幸生
- パン屋のおばあちゃん - 披岸喜美子
- 八百繁 - 山本哲也
- 小川聡美（四葉生命保険吉祥寺営業所 生保レディー） - 根本りつ子

第9作「放火する女」（2005年）
- 山下千加子（初老の女性） - 藤田弓子
- 岩崎宏（喫茶店「TANPOPO」経営者・真理子の夫） - 太川陽介
- 鳴海潤子（雑誌社の編集者） - 結城しのぶ
- 宇佐見（警視庁武蔵野東警察署 刑事） - 山本紀彦
- 山下（千加子の夫・挿絵画家・1年前心筋梗塞で急死） - 大林丈史
- 太田（警視庁武蔵野東警察署 刑事） - 高橋幸生
- 岩崎太郎（岩崎と真理子の息子） - 佐野観世
- 小杉（不動産屋） - 菊池隆志
- アナウンサー - 井上里砂
- 岩崎真理子（千加子の娘） - 川上麻衣子（幼少期：山田果琳）

## スタッフ
- 原案 - 宮川一郎
- 企画 - 酒井浩至
- 脚本 - 難波江由起子（第1作）
- 音楽 - 丸谷晴彦（第2作 - 第9作）
- 監督 - 村川透（第1作）、岡屋龍一（第2作 - 第9作）
- 医事指導 - 石田喜代美（第8作、第9作）
- チーフプロデューサー - 佐藤敦（第1作）、増田一穂（第2作 - 第4作）、梅原幹（第5作 - 第7作）
- プロデューサー - 篠木為八男（第1作 - 第3作）、桑原秀郎、島田薫、杉山邦彦（第4作）、服部比佐夫（第5作 - 第8作）、高橋直治（第7作 - 第9作）
- 制作 - 日本テレビ、東映

## 放送日程
| 話数 | 放送日         | サブタイトル         | 脚本         | 監督     | 視聴率 |
| ---- | -------------- | -------------------- | ------------ | -------- | ------ |
| 1    | 2001年02月13日 | 輸血ミス             | 難波江由起子 | 村川透   | 17.2%  |
| 2    | 11月06日       | 出産拒否             | 難波江由起子 | 岡屋龍一 | 18.9%  |
| 3    | 2002年05月14日 | 乳房喪失             | 難波江由起子 | 岡屋龍一 | 16.4%  |
| 4    | 2003年02月04日 | 消えた母性           | 難波江由起子 | 岡屋龍一 | 18.2%  |
| 5    | 10月28日       | 母親                 | 難波江由起子 | 岡屋龍一 | 15.9%  |
| 6    | 2004年01月20日 | 整形依存の女         | 難波江由起子 | 岡屋龍一 | 18.5%  |
| 7    | 7月13日        | 歪んだ看護           | 難波江由起子 | 岡屋龍一 | 10.7%  |
| 8    | 2005年04月05日 | ダイエット症候群の女 | 難波江由起子 | 岡屋龍一 | 13.7%  |
| 9    | 8月23日        | 放火する女           | 難波江由起子 | 岡屋龍一 |        |

- 視聴率はビデオリサーチ調べ、関東地区・世帯